# Bubo leucostictus
El búho Akún o búho de Akún (Bubo leucostictus sin.: Ketupa leucosticta) es una especie de búho de la familia Strigidae distribuida por los bosques tropicales del África ecuatorial.

## Taxonomía
Fue descrito por primera vez por el ornitólogo alemán Gustav Hartlaub en 1.855 a partir de un ejemplar que observó en Ghana. No se le reconocen subespecies.

## Descripción
El búho Akun es uno de los búhos más pequeños, alcanzando como máximo 45 cm y un peso máximo de 600 g en las hembras que son más grandes. En la cabeza y la espalda del animal predomina un color marrón rojizo uniforme, con barras de color marrón más claro y oscuro en la espalda y la cola; y manchas blancas alrededor de los hombros. La parte del pecho es marrón rojizo claro y está marcada por barras más oscuras, mientras que la parte del abdomen es blanquecina con vermiculaciones (rayas onduladas) de color marrón rojizo y grandes manchas negruzcas. En la parte superior de la cabeza presenta dos penachos emplumados que se asemejan a orejas y que son de color castaño oscuro con manchas blancas; los ojos son de color amarillo claro. 

## Distribución y hábitat
Este búho vive en dos grandes zonas separadas geográficamente. Una zona costera del África Occidental entre Guinea y Ghana; y otra zona costera del Golfo de Guinea que profundiza hacia la República Democrática del Congo. El búho Akun vive en bosques tropicales de llanura primarios y secundarios, principalmente alrededor de los bordes y claros del bosque y, también, junto a las riberas de ríos y otras masas de agua.

## Comportamiento
Como la mayoría de los búhos, el búho Akun es una especie nocturna que descansa escondido durante el día y emerge al anochecer para cazar. Este búho es algo inusual en cuanto a su alimentación, ya que aparentemente se alimenta casi exclusivamente de insectos, sus patas pequeñas y un pico relativamente débil evitan que aborde presas más grandes. Sus principales presas son escarabajos, cigarras, langostas y cucarachas; que encuentran entre la vegetación o que cazan en vuelo antes de ser llevadas a una percha, donde los desgarrada en pequeños pedazos con el pico. Poco se sabe sobre la biología reproductiva del búho Akun. En África occidental, parece poner huevos alrededor del período de noviembre a enero, y se han registrado mochuelos jóvenes en el nido en Liberia entre febrero y abril. Como en otros búhos del género Bubo, el búho Akun construye su nido en el suelo.

## Conservación
Está catalogada como preocupación menor por la UICN debido a que su área de distribución es bastante extensa. Sin embargo, su población se encuentra en declive debido, principalmente, por la destrucción de los bosques donde habita. 